# パックスソフトニカ
パックスソフトニカ株式会社は、かつて存在した日本のゲーム会社。

## 概要
同社は、イマージュソフトの田村氏を中心に、エニックス主催の第1回ゲーム・ホビープログラムコンテストで入選した『バクテリアエスケープ』の作者・橋下友茂が参加し、パソコンゲームのパブリッシャーとして1983年8月設立しており、もともとはパックス・エレクトロニカ・ジャパンという企業の子会社という位置づけだった。

程なくして、FM-7、PC-6001などの専用ゲームの開発を行うようになる。
ファミコンのリリース後は、任天堂の下請として2000年代初頭までゲーム開発を行った。
任天堂と縁ができたのは、MSX版バレーボールゲーム『アタック・フォー』が、任天堂バレーボールの原作となったからである。

## 主な開発ゲーム

### パソコン
- ミユキthe勝負師
- パニックtheトレイン
- ガールジャック
- クレイジーランド
- それゆけくるくる
- ナナちゃんの禁じられた遊び
- ベースボール
- 麻雀秘伝
- 舞臓魔
- ぺんぎんくんWARS
- アタック・フォー（MSXバレーボール。任天堂バレーボールの原作）

### ファミコン
- バレーボール
- アイスホッケー
- 北海道連鎖殺人 オホーツクに消ゆ
- ふぁみこんむかし話 新・鬼ヶ島
- スーパーリアルベースボール
- VS.エキサイトバイク
- 銀河の三人 - プログラムを担当。
- MOTHER
- ふぁみこんむかし話 遊遊記
- 道 -TAO-
- けろけろけろっぴの大冒険
- タイムツイスト 歴史のかたすみで…
- ハローキティワールド

### ゲームボーイ
- バルーンファイトGB／ハローキティワールド -海外版「Ballon Kid」のGBC版及びFC移植版。
- ドンキーコング (ゲームボーイ)
- モグラ〜ニャ
- KONAEチャンのどきどきペンギン家族

### その他
- スーパースコープ6
- スヌーピーコンサート
- Wave Race - 日本未発売。ウエーブレース64の前作に当たる。
- 平成 新・鬼ヶ島
- レッキングクルー'98
- ファミコン文庫 はじまりの森
- スター・ウォーズ エピソード1 レーサー（英語版）
- とっとこハム太郎 〜ともだち大作戦でちゅ〜
- とっとこハム太郎2 ハムちゃんず大集合でちゅ
- とっとこハム太郎3 〜ラブラブ大冒険でちゅ〜